# Contarinia scutati
Contarinia scutati är en tvåvingeart som beskrevs av Rubsaamen 1910. Contarinia scutati ingår i släktet Contarinia och familjen gallmyggor. Inga underarter finns listade i Catalogue of Life.